# Anastasija Gołowina
Anastasija Gołowina (bułg. Анастасия Головина; ur. 17 października 1850 w Kiszyniowie, zm. 5 marca 1933 w Warnie) – pierwsza kobieta mająca wykształcenie medyczne i wykonująca zawód lekarza w Bułgarii.

## Życiorys
Urodziła się w Kiszyniowie w Besarabii w rodzinie bułgarskich emigrantów. Jej ojciec Angel był burmistrzem Kiszyniowa. W 1866 roku wyszła za mąż za Pawła Bierładskiego, który zmarł w 1878 roku. W latach 1872–1873 studiowała medycynę w Zurychu. Za przynależność do nielegalnej organizacji studentów rosyjskich została zmuszona do opuszczenia Szwajcarii. Przeniosła się do Francji, gdzie w 1878 roku ukończyła studia medyczne na Sorbonie. W 1879 roku wróciła do Księstwa Bułgarii. Pracowała jako lekarz w szpitalu w Sofii i lekarz szkolny w żeńskim gimnazjum. W tym samym roku po raz drugi wyszła za mąż, za Aleksandra Fiodorowicza Gołowina, który w latach 1882–1883 pracował w biurze politycznym księcia Aleksandra I. Po abdykacji księcia w 1886 roku rodzina Gołowinów opuściła Bułgarię, przenosząc się do Zurychu, gdzie Gołowina pracowała w Klinice Uniwersyteckiej. Po powrocie do Bułgarii w 1887 roku zamieszkali w Warnie. Gołowina pracowała jako lekarz w szpitalach w Warnie (1887–1888, 1889–1893, 1894–1901), Płowdiwie (1888/89) i Łoweczu (1893). Na emeryturę przeszła w 1901 roku, ale nadal prowadziła prywatną praktykę. Podczas wojen (1912–1913, 1915–1918) pracowała jako lekarz w Warnie. Była członkiem Towarzystwa Archeologicznego w Warnie i Warneńskiego Towarzystwa Medycznego. Zmarła w Warnie. Jej mąż Aleksander zmarł w 1904 roku. Nie mieli własnych dzieci, ale adoptowali syna Jurija.

## Działalność charytatywna
Od 1915 roku pracowała w kobiecej organizacji charytatywnej „Miłosyrdie”. Jako członek jej rady nadzorczej i przewodnicząca, doprowadziła do otwarcia w 1915 roku schroniska dla osób starszych i  sierocińca w Warnie. W 1919 roku Gołowina, aby uczcić pamięć swojego męża Aleksandra Fedorowicza Gołowina (1850–1904), przekazała darowiznę, w celu stworzenia funduszu, który miał wspierać biednych, zdolnych uczniów z Liceum im. Ferdynanda I w Warnie. Fundusz działał do 1948 roku, kiedy jego aktywa zostały przejęte przez państwo. W 1927 roku Gołowina przekazała swój dom oddziałowi Związku Ochrony Dzieci w Warnie. Po załatwieniu formalności związanych z przyjęciem darowizny otwarto tam poradnię dla dzieci.

## Działalność medyczna
W swojej praktyce lekarskiej wdrażała leczenie przyrodolecznicze i hydroterapię. Założyła plażę dla ubogich i chorych dzieci, aby mogły korzystać z terapii słońcem i morską wodą. Gromadziła i publikowała swoje obserwacje na temat chorób takich jak idiotyzm, urojenia wielkościowe, otępienie społeczne, pląsawica Huntingtona. Publikowała artykuły w czasopismach medycznych niemieckich, rosyjskich i amerykańskich.